# Трамвайная улица
Трамва́йная улица (тат. Трамвай урамы) — улица в микрорайоне Караваево, Авиастроительном районе Казани.
Проходит с юго-запада на северо-восток от улицы Олега Кошевого до улицы Годовикова. Пересекается с улицами Олега Кошевого, Лукина, Побежимова и Годовикова.
Является единственной улицей в Казани, сохранившей в названии «трамвайную составляющую», а также одной из немногих улиц, имеющих резкий архитектурный контраст в застройке (см. ниже).

## История
Трамвайная улица располагается на территории «Посёлка Свердлова» (посёлка стандартных домов), возникшего в 1930-е годы в связи со строительством авиационного комбината («Казмашстроя»).
В связи с особенностями первоначальной застройки в советское время в отношении центральной части улицы также употреблялось название «Стандартный посёлок».
Улица проходит вдоль трамвайного пути, обозначенного на плане Казани 1946 года, что отразилось в названии улицы. Исторически связана с формированием маршрутов казанского трамвая № 9 и № 13.
Улица долгое время была застроена только одноэтажными домами бывшего «частного сектора». В то же время на её пересечении с улицей Лукина в начале 1980-х годов был сооружён один из трёх первых в Казани жилых 16-этажных домов. Также далее после него сооружены другие 9-этажные и ещё одно 16-этажное здания. Таким образом, своими разными сторонами улица архитектурно выглядит очень контрастно, имея одноэтажные дома с правой стороны и многоэтажные дома с левой стороны.

## Современное состояние и объекты
Общая протяжённость улицы составляет 925 метров.
В многоэтажном доме по адресу: улица Лукина / Трамвайная улица, дом 2 / 15, располагается Судебный участок № 2 по Авиастроительному судебному району города Казани.

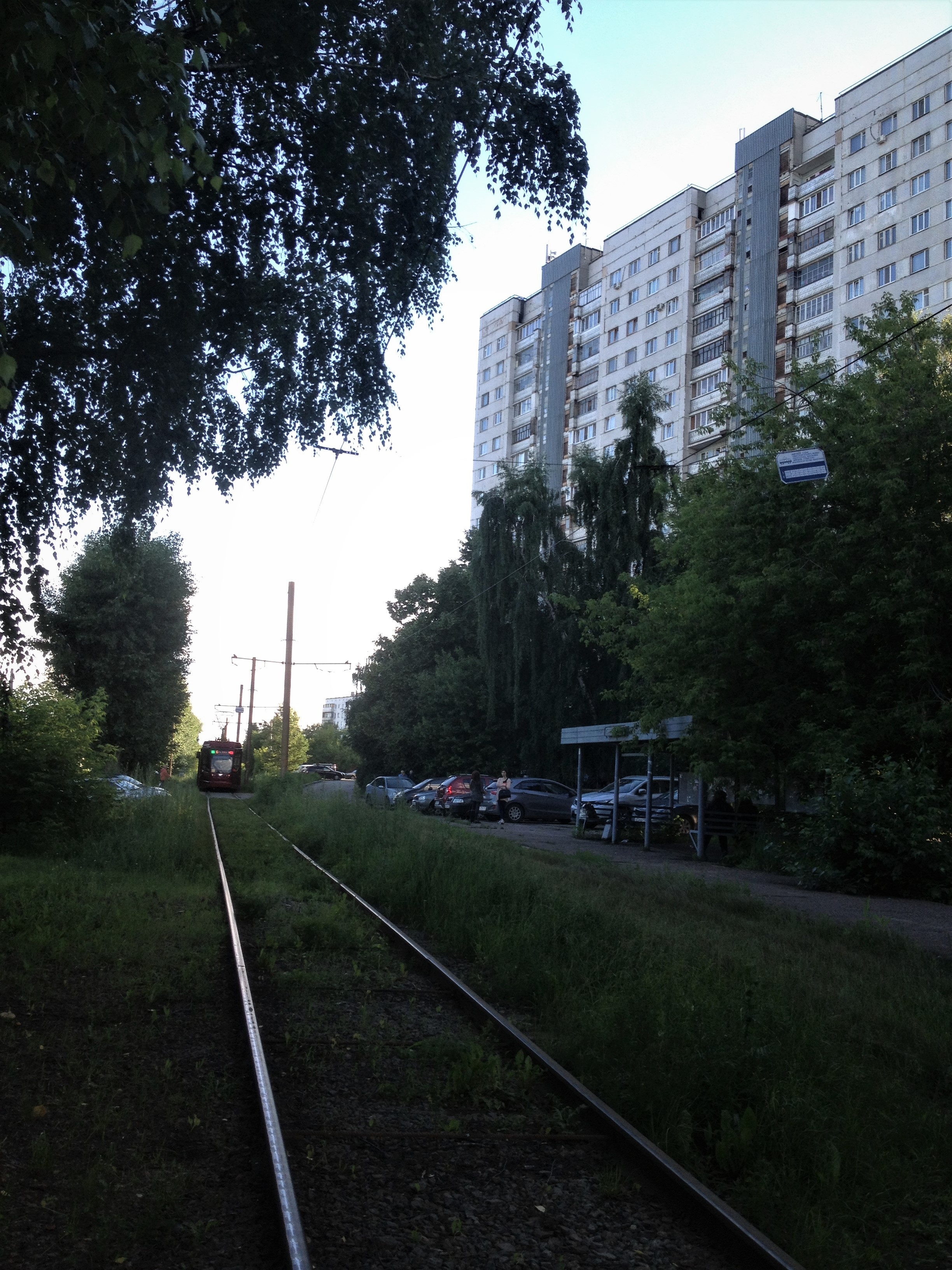
Остановка трамвая «Мировые судьи Авиастроительного района»

В центре Трамвайной улицы находится остановка трамвая «Мировые судьи Авиастроительного района» (прежнее название — «Стоматологическая поликлиника»), на пересечении с улицей Годовикова — остановка «Трамвайная».
Долгое время на Трамвайной улице сохранялась каменная брусчатка. Только в середине 2010-х годов проезжую часть окончательно заасфальтировали.

## Транспорт
По улице проходят трамвайные маршруты № 1 (с 2014 года: Железнодорожный вокзал — Химическая улица) и № 6 (с 2013 года: Посёлок Караваево — улица Халитова).

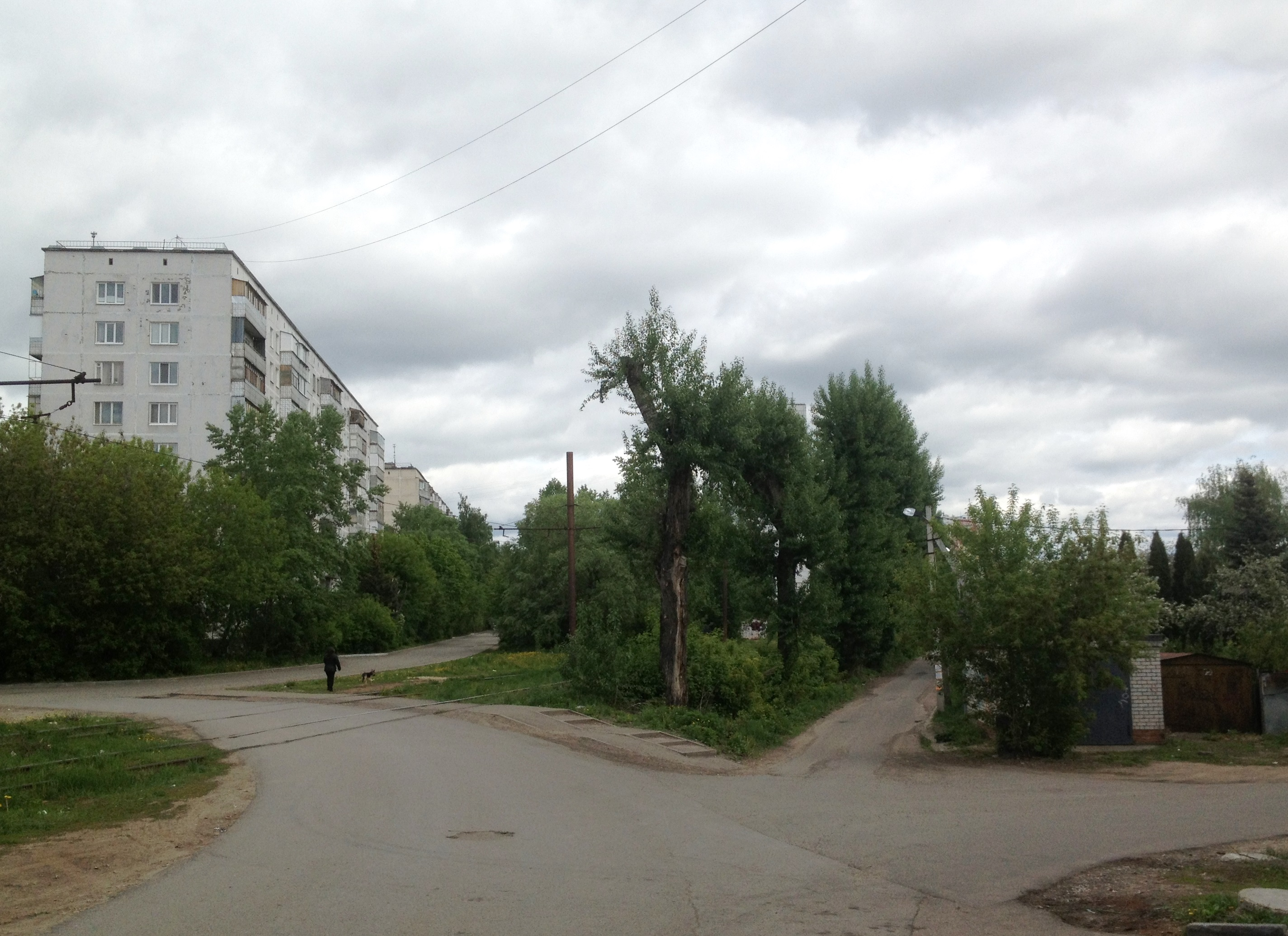
Пересечение Трамвайной ул. и ул. Олега Кошевого
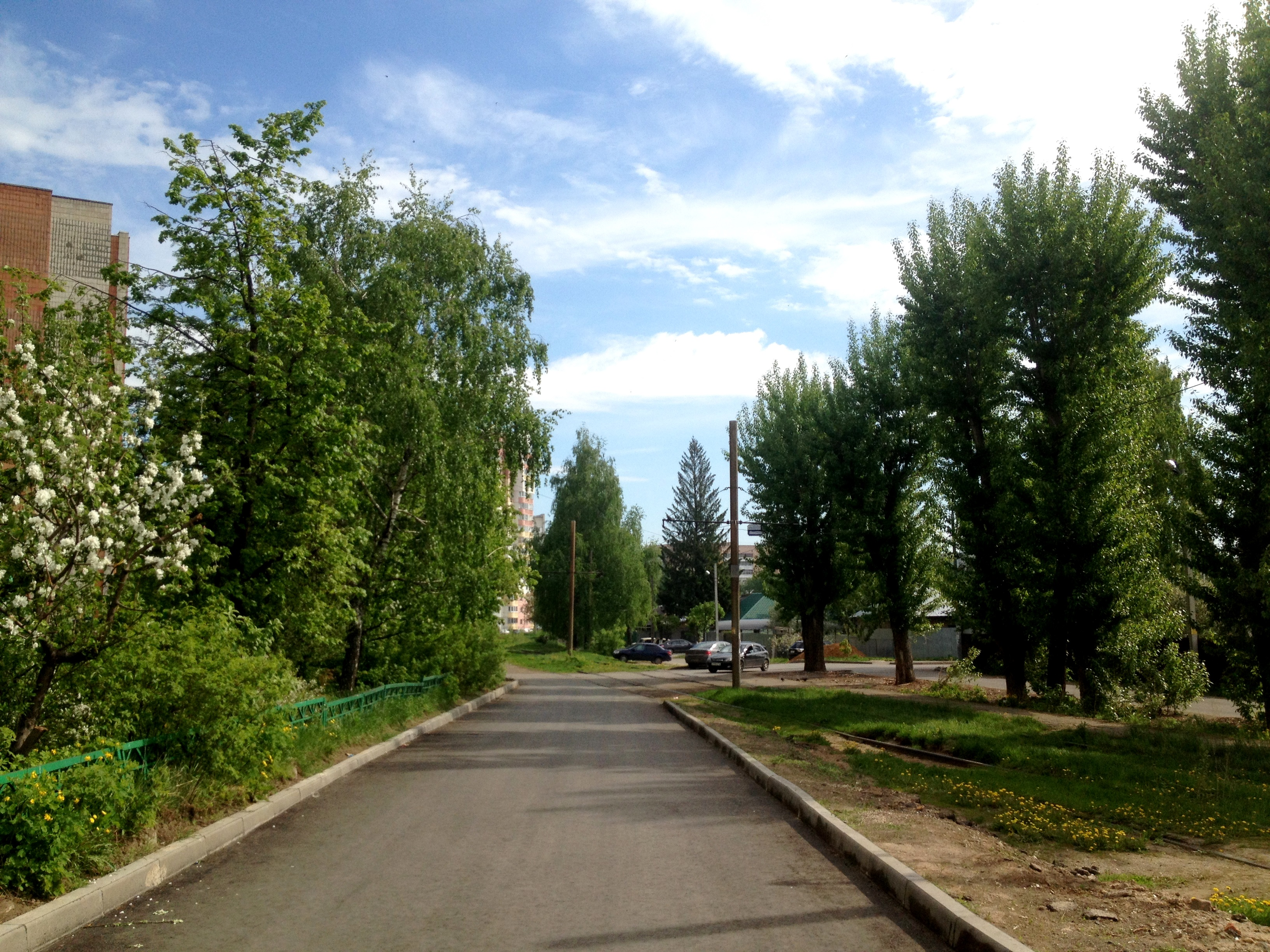
Пересечение Трамвайной ул. и ул. Побежимова
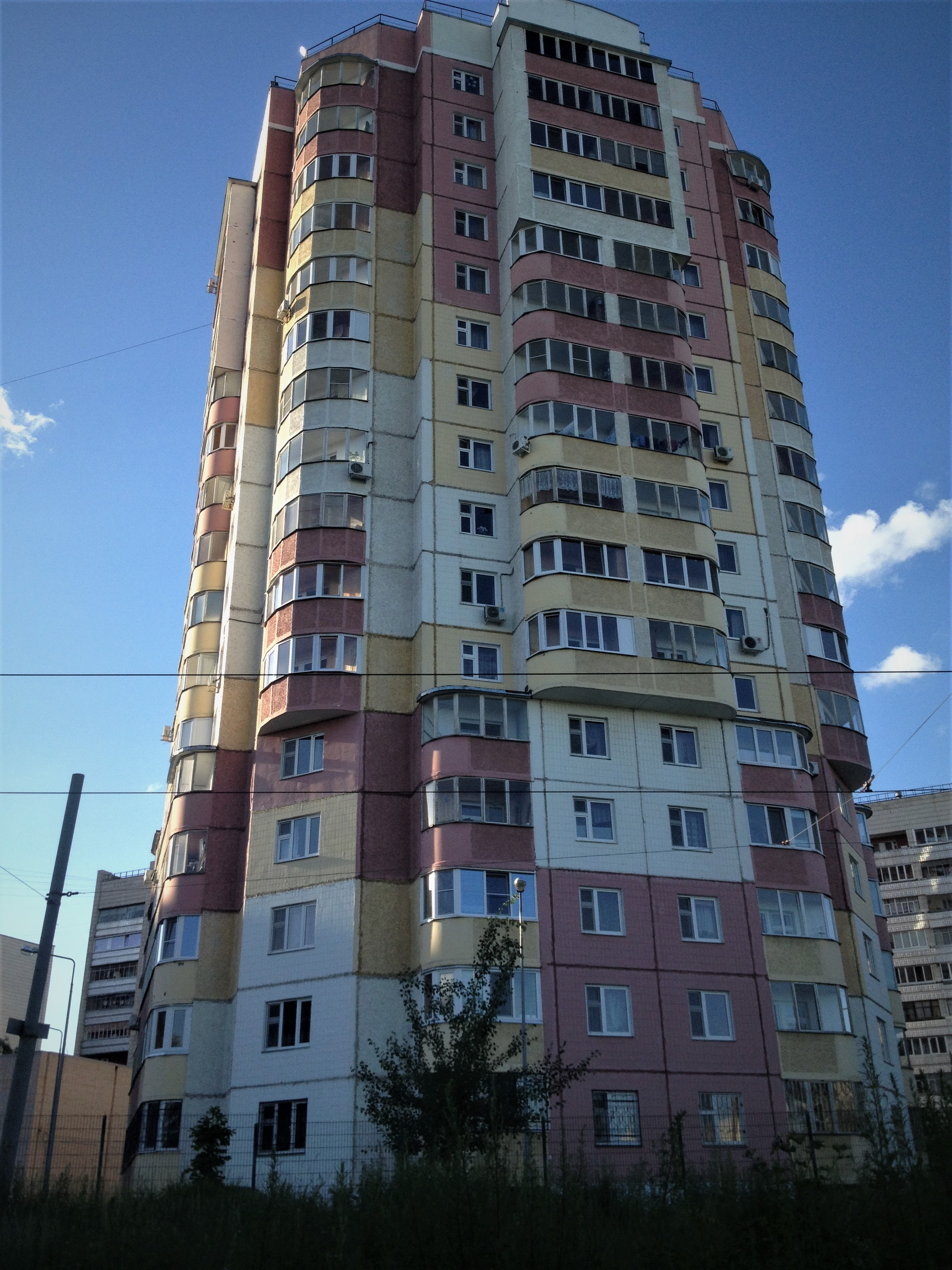
Трамвайная ул., д. 17
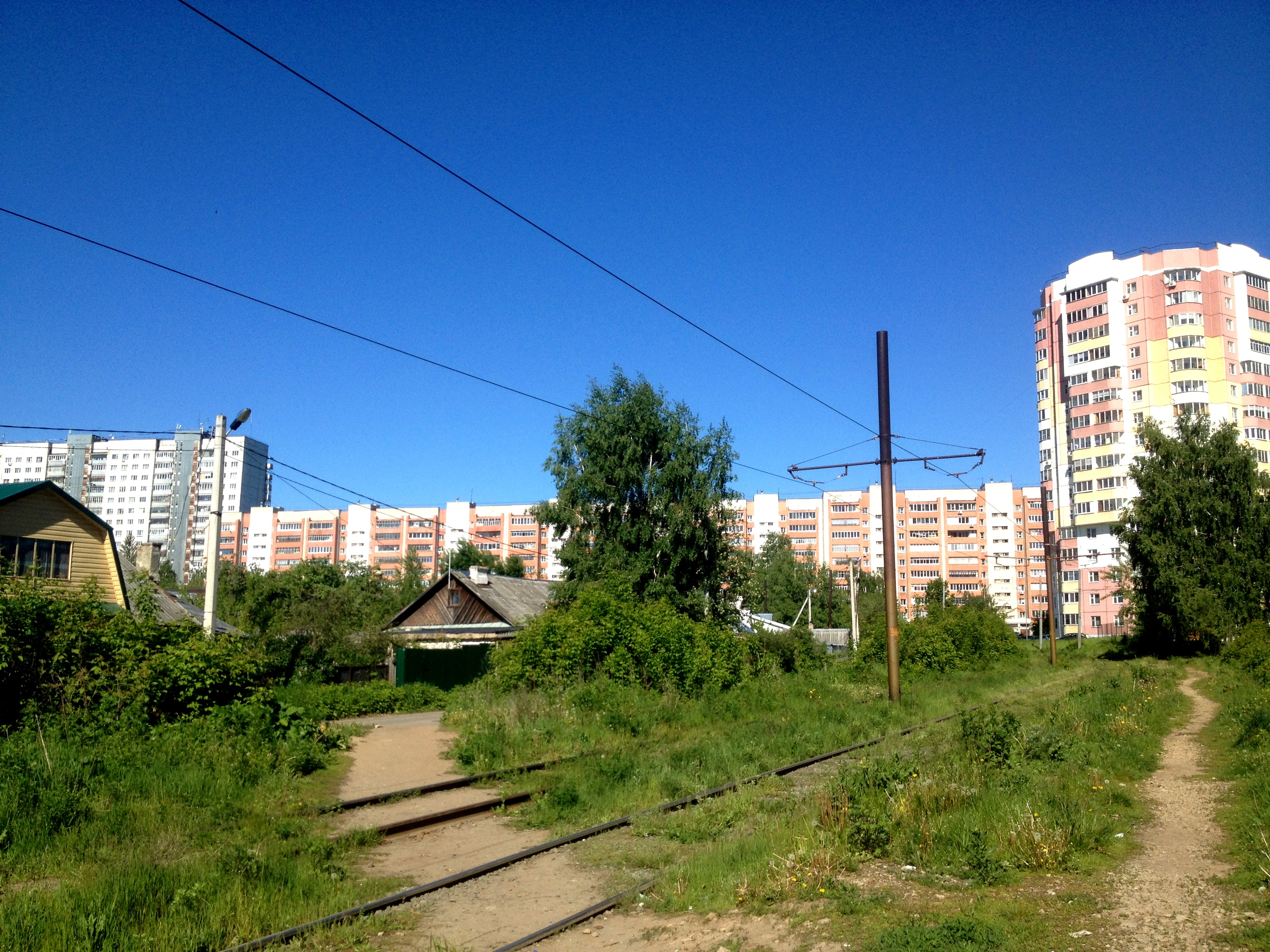
Участок Трамвайной ул. от ул. Побежимова до ул. Годовикова
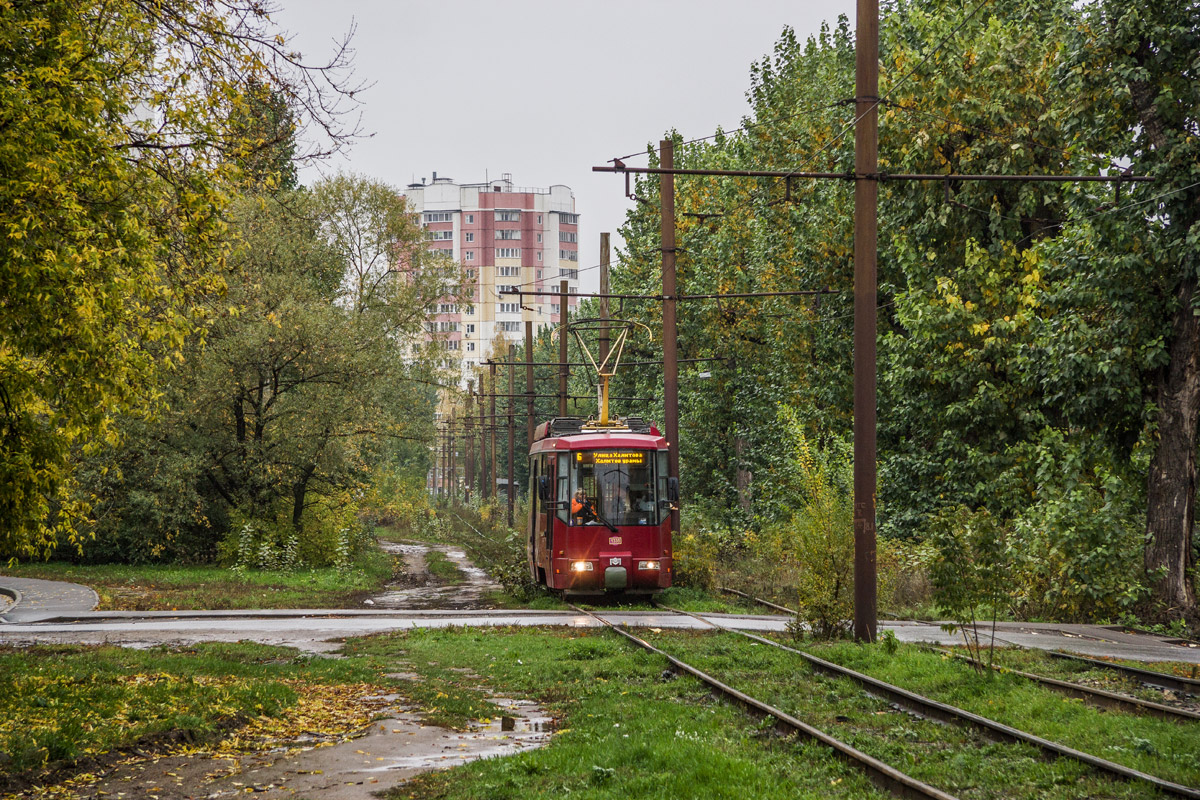
Трамвай на Трамвайной ул.